# Alpaida gallardoi
Alpaida gallardoi är en spindelart som beskrevs av Levi 1988. Alpaida gallardoi ingår i släktet Alpaida och familjen hjulspindlar. Inga underarter finns listade i Catalogue of Life.